# Laura Whitmore
Laura Whitmore (Bray, 4 de maio de 1985) é uma apresentadora de televisão irlandesa.

## Juventude
Laura estudou no St Patricks Primary School e na Loreto Bray Secondary School até ela completar 18 anos. Após isso, ela estudou jornalismo em Dublin City University (DCU), fazendo um semestre fora de seu país na Boston University (BU) nos EUA.

## Carreira
Em Abril de 2008, MTV Networks Europe lançou a campanha Pick Me MTV, onde Laura batalhou com outros candidatos para se tornar a cara da MTV News na MTV Europe. Atualmente, ela faz os boletins de notícias no canal MTV da Irlanda, do Reino Unido e do pan-European MTV. Antigamente ela era co-apresentadora do MTV News The Cube em 2009/2010 com o ex-apresentador Rickie Haywood Williams. Ela também já foi apresentadora do MTV Digs na MTV do Reino Unido, e é regularmente vista no MTV News, apresentando eventos especiais na Irlanda e em outros lugares da Europa.
Depois de ganhar o MTV's Pick Me MTV e se mudar para Londres, ela trabalhou como pesquisadora no premiado programa Lunchtime with Eamon Keane para a estação de rádio irlandesa Newstalk.
Em 2010, Whitmore apresentou o Teenage Cancer Trust concerts para a ITV2. Laura é a porta-voz da campanha de roupas para caridade Because I Am a Girl. Em outubro de 2011, ela estava confirmada como a nova apresentadora do I'm a Celebrity...Get Me Out of Here! NOW! na ITV2, que passa após o I'm a Celebrity...Get Me Out of Here!, substituindo Caroline Flack. Ela apresenta o programa ao lado de Joe Swash e Russell Kane.

## Moda
Em agosto de 2009, Whitmore teve sua própria linha de roupas disponível na A Wear na Irlanda. Em 2010, Laura se tornou a cara da linha RoC's new Hydra.

## Vida pessoal
Ela está atualmente em um relacionamento com Danny O' Reilly, vocalista da banda The Coronas e filho de Mary Black. Eles estão namorando desde Janeiro de 2011, e estão sendo vistos juntos nos shows do The Coronas. Eles apareceram juntos pela primeira vez no Tivoli Theatre em março de 2011 em uma das performances da banda de Danny, após a turnê deles nos Estados Unidos.